# Kozja ćuprija
Kozja ćuprija nalazi se u klancu rijeke Miljacke nekoliko kilometara istočno od starog centra Sarajeva. Cesta na kojoj je premostila rijeku je poznati carigradski put, t.j. put kojim je išao tijekom osmanske vladavine, od Sarajeva do istočnih dijelova Carstva, sve do Carigrada. Kozja ćuprija jedan je od četiri stara mosta na području Grada koji su još uvijek sačuvani. Ostala tri mosta su Šeher-Ćehajina ćuprija, Latinska ćuprija i Rimski most (most na Plandištu kod Blažuja).
Podaci o vremenu gradnje mosta su rijetki, a dokumenti navode samo okvire njegovog porijekla. Ovaj most ima jedan luk s dva kružna otvora. Dug je 42 m, a širok 4,75 m. Raspon svoda je 17,5 m. Izgrađena je od vapnenca i sedre.
U osmansko doba Kozja ćuprija bila je mjesto gdje su se dočekivali carski namjesnici – veziri. Na mostu bi dočekan svaki novi vezir. Svi istaknuti ljudi u Sarajevu izlazili bi pred njega i okupljali bi se obični ljudi, jer je to bio jedan od najvažnijih događaja. Također se spominje da bi u čast novog vezira neki od hrabrijih momaka skočili s mosta u Miljacki, a on bi im dao novac (ovaj skok podvig je divljenja, jer Miljacka nema dubine na tom mjestu, i visina mosta je stvarno velika).
O podrijetlu ovog mosta postoji narodna legenda. Kaže da je siromašni pastir čuvajući koze primijetio da su se neobično dugo zadržavali oko nekih grmova na rijeci. Kad je malo bolje pogledao ispod tog grma, pronašao je staklenku punu zlatnika. Tim je novcem platio školovanje, a nakon mnogo godina, otkako je postao ugledni i bogati podanik Carstva, odlučio je sagraditi most na Miljacki, na istom mjestu gdje su jarci ukazivali na njegovo zlato.
Međutim, danas se vjeruje da je ovaj most nastao tijekom velike akcije uređenja putne mreže, u doba Mehmed-paše Sokolovića (veliki vezir 1565. – 1579.). Tada su u Bosni i Hercegovini izgrađeni još neki poznati mostovi – most Arslanagića kod Trebinja, Stari most u Mostaru i poznata Ćuprija na Drini u Višegradu.
Danas je Kozja ćuprija mjesto gdje se Sarajlije mogu opustiti i uživati u okolnoj prirodi. Do njega vodi pješačka staza uz Miljacku koja započinje na Darivi, u blizini Gradske vijećnice.

## Zaštita
Komisija za očuvanje nacionalnih spomenika, na sjednici održanoj od 30. kolovoza do 4. rujna 2004. godine, odlučila je most odrediti nacionalnim spomenikom Bosne i Hercegovine. Tu odluku Komisija je donijela u sljedećem sastavu: Zeynep Ahunbay, Amra Hadžimuhamedović, Dubravko Lovrenović, Ljiljana Ševo (predsjedavajuća), Tina Wik.